# Ункафов куп нација 2003.
Ункафов куп нација 2003. био је седми по реду Ункафов Куп нација, првенство Централне Америке за фудбалске тимове мушких националних савеза. Организовао га Фудбалски савез Централне Америке (УНКАФ), а одржан је у Костарики од 19. до 23. фебруара 2003. године.
Турнир се играо по систему „сви против свих“. Прва три места би се директно квалификовала за Златни куп Конкакафа, док би четврто место играло плеј-оф са два карипска тима. Костарика, једина непоражена на шампионату, освојила је четврту централноамеричку круну пласиравши се заједно са Гватемалом и Салвадором за Златни куп. Хондурас и Панама су се изједначили на четвртом месту, па је било потребно пласман дефинисати жребом где је Хондурас изашао као победник а касније су освојили последње место насупрот Мартинику и Тринидаду и Тобагу у доигравању. Гватемалци Фреди Гарсија и Карлос Руиз, са по три гола, били су стрелци турнира. Никарагва је, упркос томе што је завршила на последњем месту, остварила свој први тријумф у Ункафовом купу, први после 1991. године.

## Земље учеснице
- Костарика
- Салвадор
- Гватемала
- Хондурас
- Никарагва
- Панама

## Градови и стадиони
Све утакмице су одигране у стадиону Ромел Фернандез у Панама ситију а две утакмице су одигране у Колону, на стадиону Армандо Дели Валдес. 
| ПанамаКолон | Панама                  | Колон               |
| ----------- | ----------------------- | ------------------- |
| ПанамаКолон | Стадион Ромел Фернандез | Армандо Дели Валдес |
| ПанамаКолон | Капацитет: 32.000       | Капацитет: 4.000    |
| ПанамаКолон |                         |                     |

## Завршна рунда

### Табела
| Pos | Тим       | О | П | Н | И | ГД | ГП | ГР  | Бод. | Qualification                               |
| --- | --------- | - | - | - | - | -- | -- | --- | ---- | ------------------------------------------- |
| 1   | Костарика | 5 | 4 | 1 | 0 | 5  | 1  | +4  | 13   | Конкакафов златни куп 2003.                 |
| 2   | Гватемала | 5 | 3 | 1 | 1 | 10 | 4  | +6  | 10   | Конкакафов златни куп 2003.                 |
| 3   | Салвадор  | 5 | 3 | 0 | 2 | 6  | 4  | +2  | 9    | Конкакафов златни куп 2003.                 |
| 4   | Хондурас  | 5 | 1 | 1 | 3 | 4  | 5  | −1  | 4    | Квалификације за Конкакафов шампионат 2003. |
| 5   | Панама    | 5 | 1 | 1 | 3 | 4  | 5  | −1  | 4    |                                             |
| 6   | Никарагва | 5 | 1 | 0 | 4 | 1  | 11 | −10 | 3    |                                             |

| Панама            | 1 : 2 | Салвадор                               |
| ----------------- | ----- | -------------------------------------- |
| Нефтали Дијаз 34’ |       | Хосуе Галдамез 70’ · Рудис Коралес 77’ |

| Костарика     | 1 : 0 | Салвадор |
| ------------- | ----- | -------- |
| Ерик Скот 62’ |       |          |

| Хондурас                                    | 2 : 0 | Никарагва |
| ------------------------------------------- | ----- | --------- |
| Хаиро Мартинез 4’ · Хулио Цезар де Леон 20’ |       |           |

| Костарика                 | 1 : 1 | Гватемала         |
| ------------------------- | ----- | ----------------- |
| Волтер Сентено 24’ (пен.) |       | Фреди Гарсија 48’ |

| Салвадор                                                   | 3 : 0 | Никарагва |
| ---------------------------------------------------------- | ----- | --------- |
| Рудис Коралес 5’ · Виктор Веласкез 27’ · Дијего Мехија 89’ |       |           |

| Костарика     | 1 : 0 | Никарагва |
| ------------- | ----- | --------- |
| Ерик Скот 16’ |       |           |

| Хондурас | 0 : 1 | Салвадор            |
| -------- | ----- | ------------------- |
|          |       | Хилберто Мургас 81’ |

| Панама                               | 2 : 0 | Гватемала |
| ------------------------------------ | ----- | --------- |
| Марио Мендез 29’ · Роберто Браун 36’ |       |           |

| Гватемала                                                          | 5 : 0 | Никарагва |
| ------------------------------------------------------------------ | ----- | --------- |
| Карлос Руиз 33’, 45’, 66’ · Фреди Гарсија 77’ · Карлос Фегероа 81’ |       |           |

| Панама                    | 1 : 1 | Хондурас           |
| ------------------------- | ----- | ------------------ |
| Виктор Рене Мендијате 60’ |       | Хаиро Мартинез 28’ |

| Костарика          | 1 : 0 | Хондурас |
| ------------------ | ----- | -------- |
| Стивен Брајс 45+2’ |       |          |

| Салвадор | 0 : 2 | Гватемала                                     |
| -------- | ----- | --------------------------------------------- |
|          |       | Сезар Алегрија 18’ · Фреди Гарсија 83’ (пен.) |

| Панама | 0 : 1 | Никарагва           |
| ------ | ----- | ------------------- |
|        |       | Емилио Паласиос 83’ |

| Хондурас         | 1 : 2 | Гватемала                               |
| ---------------- | ----- | --------------------------------------- |
| Амадо Гевара 76’ |       | Гиљермо Рамирез 7’ · Карлос Фегероа 56’ |

| Панама | 0 : 1 | Костарика        |
| ------ | ----- | ---------------- |
|        |       | Алонсо Солис 73’ |

## Достигнућа
| Најбољи играч | Победник Ункафовог купа нација 2003. Костарика 4° титула | Најбољи стрелац Фреди Гарсија Карлос Руиз (по 3 гола) |

- Костарика, Гватемала и Салвадор су се квалификовали за финале Златног купа Конкакафа 2003. Хондурас је добио жребом добио прилику да се у плеј-офу бори против другопласираних екипа у карипском делу и квалификује за завршницу Конкакафовог златног купа.

## Голгетери
3 гола
- Фреди Гарсија
- Карлос Руиз

2 гола
- Волтер Сентено
- Ерик Скот
- Рудис Коралес
- Карлос Фигероа
- Хаиро Мартинез